# Monoblastia palmicola
Monoblastia palmicola är en lavart som beskrevs av Riddle. Monoblastia palmicola ingår i släktet Monoblastia och familjen Monoblastiaceae.   Inga underarter finns listade i Catalogue of Life.